# Джейкоб Вукі
Джейкоб Вукі  (англ. Jacob Wukie, 11 травня 1986) — американський лучник, олімпійський медаліст.

## Виступи на Олімпіадах
| Олімпіада   | Дисципліна | Місце |
| ----------- | ---------- | ----- |
| Лондон 2012 | особисті   | =17   |
| Лондон 2012 | командні   | 2     |